# Randersgade
Randersgade er en ca. 800 meter lang gade på Indre Østerbro i København. Den udgår fra Nordre Frihavnsgade og fortsætter til Nyborggade efter en krydsning med Strandboulevarden. Gaden forbinder således Nordre Frihavnsgade med Strandboulevarden og er navngivet af stadskonduktør Thorvald Krak i overensstemmelse med bydelens konsekvente system af danske bynavne.
Randersgade består primært af beboelse i op til 4-5 etager. Ved Krausesvej findes nogle store gamle villaer, der er rester er et "Mini-Rosenvænge" fra 1870'erne. De bruges i dag som børneinstitutioner. I samme område ligger også Bopa Plads, der dog formelt er en del af Løgstørgade og Viborggade. Der er også del meget forskellige butikker, bl.a. den gamle Øbro Træhandel, der har ligget samme sted siden 1940’erne, Østerbro Lokaludvalgs kontorer (nr. 35), samt en swingerklub (nr. 49).

## Gadens historie
Randersgade hed i begyndelsen Kalkbrænderivej, men blev omdøbt for at undgå forveksling med Gammel Kalkbrænderi Vej. Oprindeligt lå Georg E. Mathiasens Fabrik i Vordingborggade (dengang Øresundsgade) og spærrede for Randersgades videreførelse, men efter fabrikkens nedrivning er gaden blevet ført igennem til Strandboulevarden.
De enkelte strækninger af Randersgade er navnemæssigt historisk ret forskelligartede:
Stykket mellem Nøjsomhedsvej og Århusgade blev navngivet allerede 1886 efter den østjyske købstad Randers. Mod nord blev stykket mellem Vordingborggade og Nyborggade navngivet i 1904, og disse to adskilte stykker blev først forenet til én gade med samme navn i 1928. Samme år kom endnu et stykke af gaden – stykket ned til Nordre Frihavnsgade – også med under samme navn. Det havde tidligere været en del af Gammel Kalkbrænderi Vej.
Mellem Østerbrogade og Randersgade lå i 1800-tallet et berømt gartneri, Ohlsens Enke. Det var hende, der skænkede en grund ved Randersgade til den senere Luther Kirken. Selve frøudsalget lå omtrent, hvor Østerbrogade 94 ligger i dag, men grunden strakte sig helt til Randersgade. Den sidste rest af gartneriet blev først nedlagt i 1904.
Ohlsen har lagt navn til den nærliggende J.E. Ohlsens Gade, hvor skuespilleren Buster Larsen boede i en årrække. "Indfødte" kan i øvrigt kende nytilflyttere på, at de udtaler J'et i gadens navn, som et "J" og ikke et "I".
Op gennem 1950'erne, derimod, lå der industri, bl.a. en automekaniker (nr. 7), stilladsaktieselskaber Wasa (nr. 9) en fjerrenser (nr. 59, kælderen), Vestbeton (nr. 2) og barnevognsfabrikanten Remo (nr. 4).
Randersvej lå i Mariendals Sogn på Frederiksberg 1902-1928, men fordi den tit blev forvekslet med Randersgade, skiftede den navn til Priorvej.
En anden vej, Randersvej (Aarhus), er hovedvejen mellem Randers og Aarhus. 

## Skoler i Randersgade
Der ligger ikke færre end tre kommuneskoler i gaden:
- Nr. 10: Heibergskolen – ny skole fra 2001 beliggende i en bygning for Det Kongelige Opfostringshus fra 1880 af Ludvig Knudsen og i Thomas Havnings bygninger for Statens Blindeinstitut fra 1952
- Nr. 38: Randersgades Skole – fra 1885-86 af Andreas Clemmensen
- Vibenshus Skole med adresse Kertemindegade 10 – fra 1890-92 af Ludvig Fenger

Ved gadens forløb, hvor den mødes af Krausesvej, ligger også et lille villakvarter, der ligesom Rosenvænget har overlevet i et vist omfang til i dag. Kvarteret rummer 10 gamle villaer, hvoraf de fleste er kommunalt ejede. Efter villakvarteret kommer man til den trekantede Bopa Plads, der ligesom andre af Østerbros pladser blev gjort bilfri i 1970'erne.

## Nævneværdige bygninger i gaden
- Nr. 1 (og Nordre Frihavnsgade 31/Ribegade 2/Victor Borges Plads): Ejendommen Riberhus fra 1900 af Thorvald Sørensen. På hjørnet af Randersgade og Ndr. Frihavnsgade ligger en stor, smuk, hvid rundagtig bygning med navnet Riberhus med tårn. Karréen fortsætter ned ad Skt. Jakobs Gade.

- Nr. 1-3: Lutherkirken. Tegnet 1914-18 af Martin Nyrop og Julius Smith. På facaden fremgår det, at kirken er rejst til minde om 400-året for den lutherske reformations begyndelse i 1917. Det er et af rådhusarkitekten Martin Nyrops hovedværker. Foran kirken står en statue af Martin Luther.

- Nr. 6-8: Funkisejendom fra 1935 tegnet af Johannes Strøm Tejsen. Her lå oprindeligt en gammel ejendom, "Det skæve Hus".

- Nr. 6, st: Sv. Michelsen Chokolade blev grundlagt i 1933 af den konditoruddannede Svend Erik Michelsen, der netop var hjemsendt fra militær værnepligt. Han åbnede et lille konditori på Østerbro, og sammen med konditorkagerne begyndte han at producere håndværkschokolade, der fra denne adresse blev solgt til de lokale kunder.

- Nr. 10: Her ligger i dag Heibergskolen. På fronten, helt oppe under tagrenderne, kan man dog læse at det tidligere var hjemsted for ”Det kongelige opfostringshus” / ”Den Thorupske stiftelse”. Hertil flyttede det kongelige opfostringshus i 1880 fra dets tidligere beliggenhed i Store Kongensgade. De nye, frie, åbne og sunde omgivelser forbedrede sundhedstilstanden blandt de svagelige drenge. Grenågade var endnu ikke anlagt, så fra husets bagside havde drengene udsigt udover Øresund, da vandkanten gik omtrent ved den nuværende Strandboulevarden.

Opfostringshuset husede omkring 110 drenge i alt, mellem ca. 10 og 14 år. Drengene på Opfostringshuset havde kælenavnet ”skorperne”, hvilket ikke var nedsættende ment, men henviste til de mange humpler rugbrød drengene i voksealderen fik fortæret, og til at skorpen var det bedste på brødet; drengene var altså de bedste drenge. Drengene havde i en periode den tjans at trække lodderne i Klasselotteriet. (Kilde: 2100Ø nr. 1, marts 2010, s. 9-13)
- Nr. 21: Her lå tidligere Københavns Badminton Klub. (Rothesgade 12). Plejehjemmet Kærbo, opført 1997 efter en brand i badmintonhallen, der lå på grunden. Hallen blev flyttet til Krausesvej.

- Nr. 23 (og Rothesgade 17-21): Funkisejendom fra 1936 af Johannes Strøm Tejsen.

- Nr. 24: Den toetages pudsede villa Randersgade 24 fra 1875 var direktørbolig for August Neubert, der grundlagde August Neuberts Fabriker i Viborggade.

- Nr. 25-29: Ejendom fra 1933 med dyrerelieffer, tegnet af A. Gravesen

- Nr. 35: Funkisejendommen Sagførergården, der også har adresse på Nøjsomhedsvej, fra 1937 af Harald Hauberg

- Nr. 38: Randersgade Skole blev opført i 1880’erne som kommuneskole. Ved åbningen var der over 900 elever, på skolen, der oprindeligt hed ”Nøjsomhedsvejens Friskole”. Pr. 2011 er elevtallet 500.

- Nr. 51: Her ligger Toldroersbetjentsforeningens stiftelse fra 1893, der fortsætter ned af Ålborggade. Over døren til nr. 51 hænger der et cirkelrundt relief, sandsynligvis af bygherren. Bemærk hans flotte cykelstyrsoverskæg.

Bemærk de symmetriske spir på nordsiden af bygningerne i krydset Randersgade/Århusgade.
- Nr. 66: (også Vordingborggade 15) Tidligere Det Tekniske Selskabs Skole (1919 af Jesper Tvede)

- Nr. 68: Her har Dansk Blindesamfund ligget i over 60 år, tidligere deres hovedsæde.

- Nr. 93, 4. sal: Her boede tidligere forfatteren Johannes Christensen (f. 1913).